# Watzmann

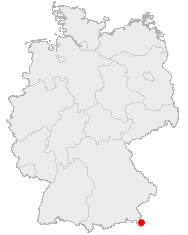
Fekvése Németországban

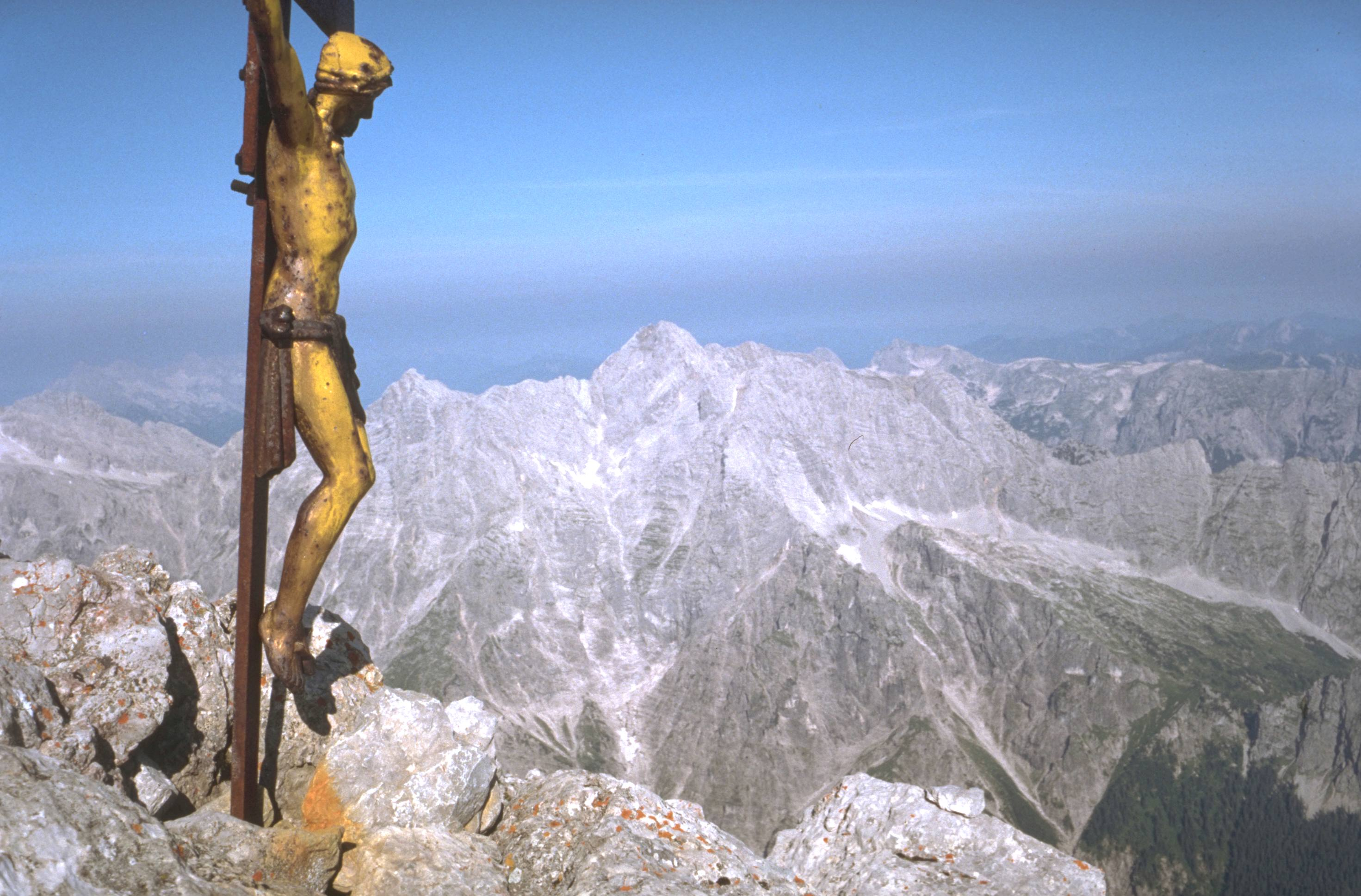
Kereszt a hegycsúcson

A Watzmann a harmadik legmagasabb németországi hegymasszívum az Alpokban. A csúcspontját Watzmann-Mittelspitzének („Középső-csúcs”), illetve Großer Watzmannak („Nagy Watzmannak") nevezik. A masszívum a Berchtesgadeni-Alpok második legmagasabb kiemelkedése a Hochkönig-masszívum (2941 m) után. A Watzmann keleti fala a Keleti-Alpok legmagasabb fala. A hegységből három főcsúcs emelkedik ki:
- a Mittelspitze 2713 m,
- a Südspitze[1] 2712 m és
- a Hocheck 2651 m magas.

A hegygerincet a Südspitz és a Hocheck között Watzmanngratnak hívják. A kisebb csúcsokból főleg a Kleiner Watzmann („Kis Watzmann”) ismert, amit gyakran Watzmannfraunak („Watzmann asszonya”) vagy röviden Watzfraunak („Watzmann-né”) is hívnak, valamint a Watzmann „gyermekei” (Watzmann-Kinder). Berchtesgadenből nézve jobbra látszik a Großer Watzmann, balra a Kleiner Watzmann és köztük a Watzmann-Kinder. Ezen a híres látványon alapul a Watzmann legendája.

## Fekvése
Felső-Bajorország délkeleti szegletében fekszik a Königssee közelében. A Watzmann három község: Ramsau, Berchtesgaden és Schönau am Königssee része, és a Berchtesgadeni Nemzeti Parkhoz tartozik, amit 1978-ban hoztak létre.
A völgyben fekvő két falu, Ramsau és Schönau több mint 2000 m-rel a főcsúcs alatt fekszik. Ilyen szempontból a Watzmannt jelentős magasságkülönbség jellemzi a Keleti-Alpok más részeihez képest. Az ekkora völgy-hegycsúcs magasságkülönbséget általában csak a négyezer méternél magasabb hegyek múlják felül.

## Geológia
A Watzmann az Északi-Mészkőalpok része. A csúcsterület viszonylag erózióálló mészkőből áll, mint például a dachsteini mészkő. Az üledékes kőzetek a korai triászból származnak, ezek mintegy 230 millió évvel ezelőtt a Tethys-óceán fenekén rakódtak le. Ennek a mészkőnek igen jellegzetes a gazdag kövülettartalma. Többnyire kagylók maradványai, mint például Megalodon-félék találhatók benne. A dachsteini mészkő rétegeződése főleg a keleti fal reliefjén ismerhető jól fel. Ezek a rétegek egykor vízszintesek voltak, ma 30-40°-ben lejtenek. Az Alpok keletkezése idején tektonikus mozgások formálták őket.
A hegység talapzata a törékeny Ramsau-dolomiton áll. Főleg a nyugati oldalon, a kaviccsal felszórt Wimbachtal völgyben és a keleti falnál bukkan elő, ahol az Eisbach („Jégpatak”) a Königssee-be torkollik. A patak folyamatosan sodor hordalékot a tóba, így földtörténeti léptékben mérve, viszonylag rövid idő alatt két részre fogja osztani a tavat.

## Növény- és állatvilág

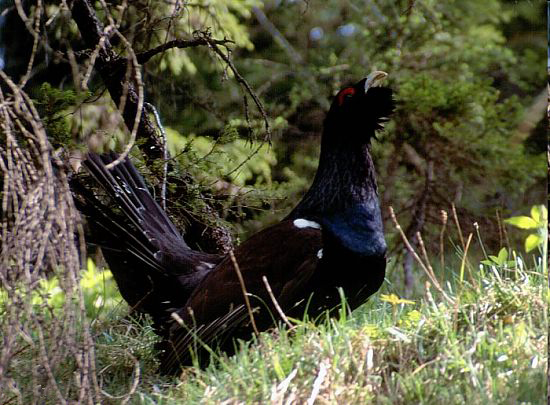
Dürgő siketfajdkakas a Watzmann-nál

A nagy magasságkülönbség és az ökológiai változatosság miatt különösen gazdag a növény- és állatvilág. Az alacsonyabb szinten főleg hegyi bükkfaerdők dominálnak, melyek a magasban szubalpin vegyes erdőkbe váltanak. A felső erdős zónákban tűlevelű erdők uralkodnak, főleg lucfenyők, vörösfenyők és havasi cirbolyafenyők nőnek. Ezeket a természetes erdőket azonban kivágták, helyükbe lucfenyő monokultúrák léptek. A berchtesgadeni sópárló nagy faigényének következményei főleg a Watzmann könnyen megközelíthető északi oldalán látszanak.
Ebben a régióban 2000 m magasság fölött összefüggő erdő már nem nő. Itt többnyire kisebb bokrok fordulnak elő, mint például a borzas havasszépe, a havasi törpefenyő, a havasi éger (Alnus viridis) és különböző fűfajták, valamint olyan növények, amelyek sziklarepedésekben és omladékon nőnek.
A nemzeti parkban és különösen a Watzmannál, a Keleti-Alpok számos növényfaja fordul elő, olyanok, melyek a Bajor-Alpok többi részén hiányoznak. Néhány példa:
| - Erdei ciklámen - Kaukázusi medvetalp - Fekete hunyor (Helleborus niger) |  | - Tiroli harangláb (Aquilegia einseleana) - Primula clusiana - Saxifraga burseriana |  | - Androsace hausmannii - Lomatogonium carinthiacum - Senecio abrotanifolius |  |  |

A Watzmann állatvilágához többféle patás állat tartozik, például az őz, a gímszarvas és a zerge. További alpesi állatok: a havasi nyúl, a siketfajd, a nyírfajd és az alpesi hófajd, valamint császármadarak. Emellett élnek itt szirti sasok, alpesi szalamandrák és fekete keresztes viperák. Havasi mormoták csak a Trischübel-hágó környékén fordulnak elő. Kőszáli kecskék csak ritkán tűnnek elő, amikor vadcsapásokon a Hagengebirge és a Röth erdeiből átjönnek. Előbbieket a Watzmann különböző magasságú területein élő állatfajai egészítik ki.

## Hó- és jégmezők

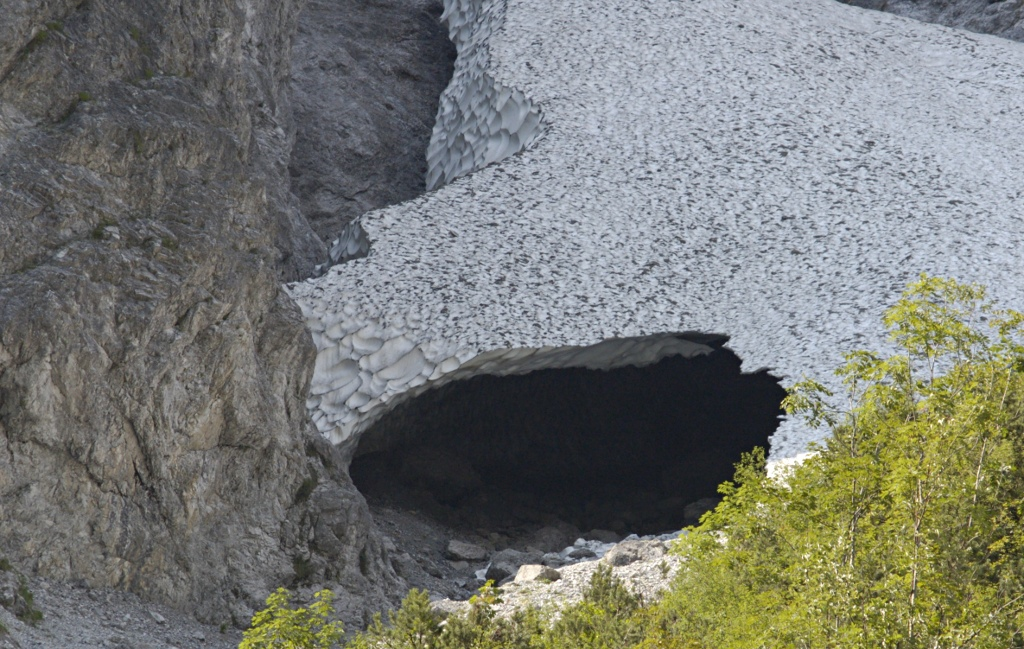
A jégkápolna boltívvel nyáron

A Watzmannon néhány hó- és jégmező egész évben megmarad. Ezek között az úgynevezett Watzmann-gleccser a felső vájatnál a legnagyobb, és jégkápolnája a könnyű elérhetősége miatt a legismertebb. A Szent Bertalan-kápolnától egy órán belül elérhető. A jégkápolna valószínűleg az Alpok legalacsonyabban fekvő hómezőjének része, mely egész évben fennmarad. Az alsó vége az Eisbach patak völgyében található, mintegy 930 m magasan. A jelenség hatalmas lavinákból táplálkozik, melyek tavasszal a keleti falról lezuhannak és a fal szegletében felhalmozódnak. Néha kialakul egy kapuszerű boltív is azon a helyen, ahol az Eisbach előbukkan. Néhány korábbi haláleset miatt az arra járókat táblák figyelmeztetik, hogy veszélyes belelépni.
Mérete és alacsony folyássebessége miatt a Watzmann-gleccser gleccserként való osztályozása a tudósok között vitatott. 1959 óta a Glaciológiai Bizottság gleccsernek tekinti. A nyugati részén egy második világháborús katonai szállító repülőgép, egy Junkers Ju 52 maradványai fekszenek, amely még 1940 októberében zuhant le.
A keleti falon még egy másik jégmező is található, amit Schöllhorneisnak neveznek. A Kederbacher-Weg („Kederbachi út”) vezet át ezen a mezőn. Mind a gleccservájat, mind a jégmező a müncheni Christian Schöllhorn nevét visel, aki a keleti fal első ismert áldozata volt. 1890. május 26-án zuhant le a mező felső végénél a szakadékba, miközben halálos sérülést szenvedett.
A keleti falon, néhány száz méterrel a Mittelspitze alatt még egy kisebb hómező található.

## A Watzmann legendája

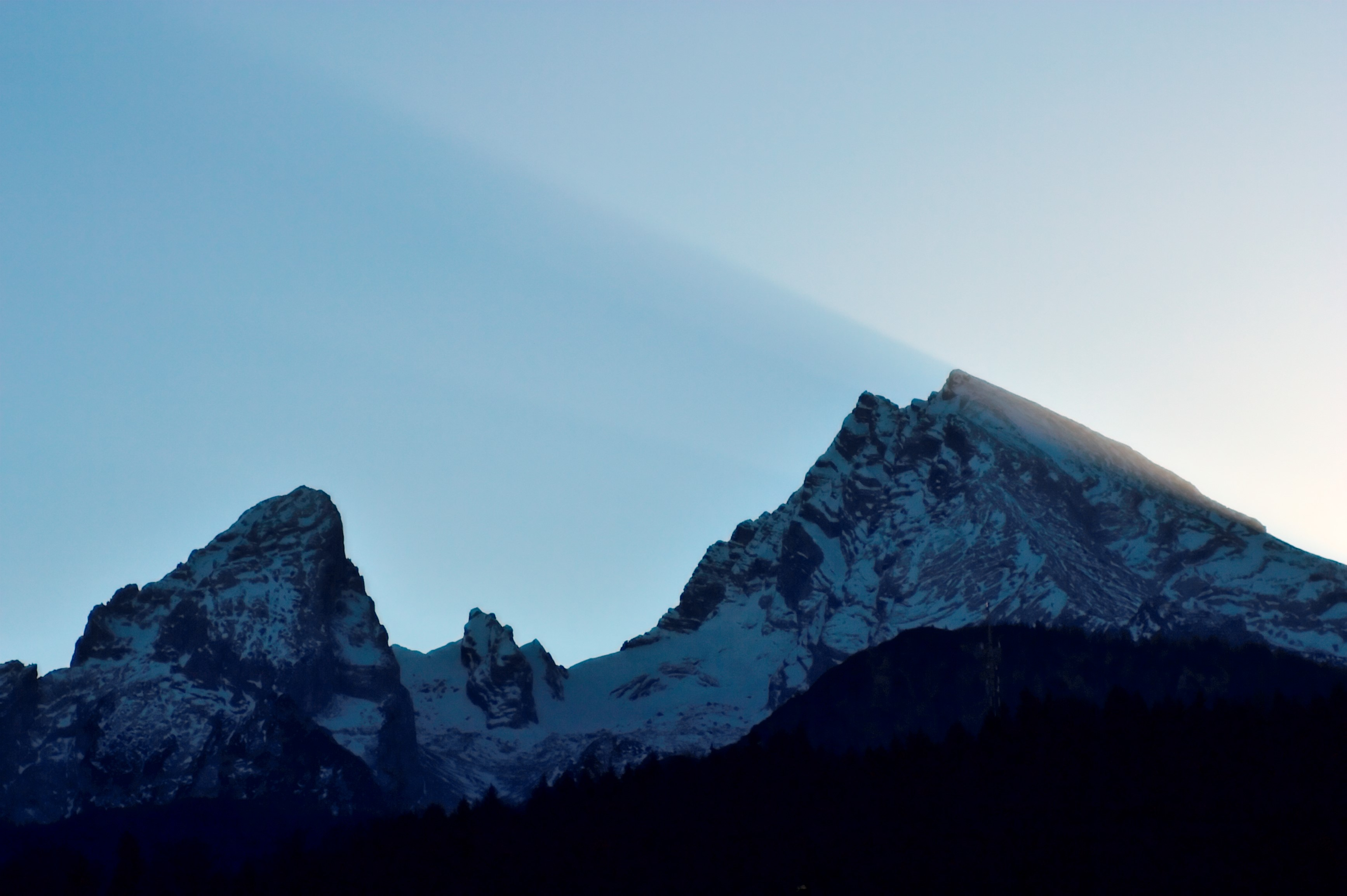
A Watzmann „család”

Az északi irányból készített fényképeken és festményeken jobbról balra egymás mellett sorban állnak a „család” tagjai (kép). Bal oldalon az asszony, jobb oldalon a király és köztük a gyermekeik. A legenda szerint egykor a kegyetlen Waze vagy Wazemann király uralkodott az országon. A feleségével és gyermekeivel együtt félelmet és borzalmat ébresztett az emberekben. Amikor egy parasztcsaládot lovával összetaposott, a parasztasszony elátkozta őt, hogy Isten kővé változtassa a királyt és családját. Ezután a föld megnyílt, tüzet köpött, a király és családja kővé változott. Egyes legendák szerint, a Königssee és az Obersee a királyi család összefolyt véréből keletkezett.
Ludwig Ganghofer író a legenda néhány motívumát használta fel Die Martinsklause („Márton remetelaka“) című történelmi regényében. A könyv 1894-ben jelent meg, amelyből 1951-ben Richard Häussler rendezett filmet.

## Alpinizmus

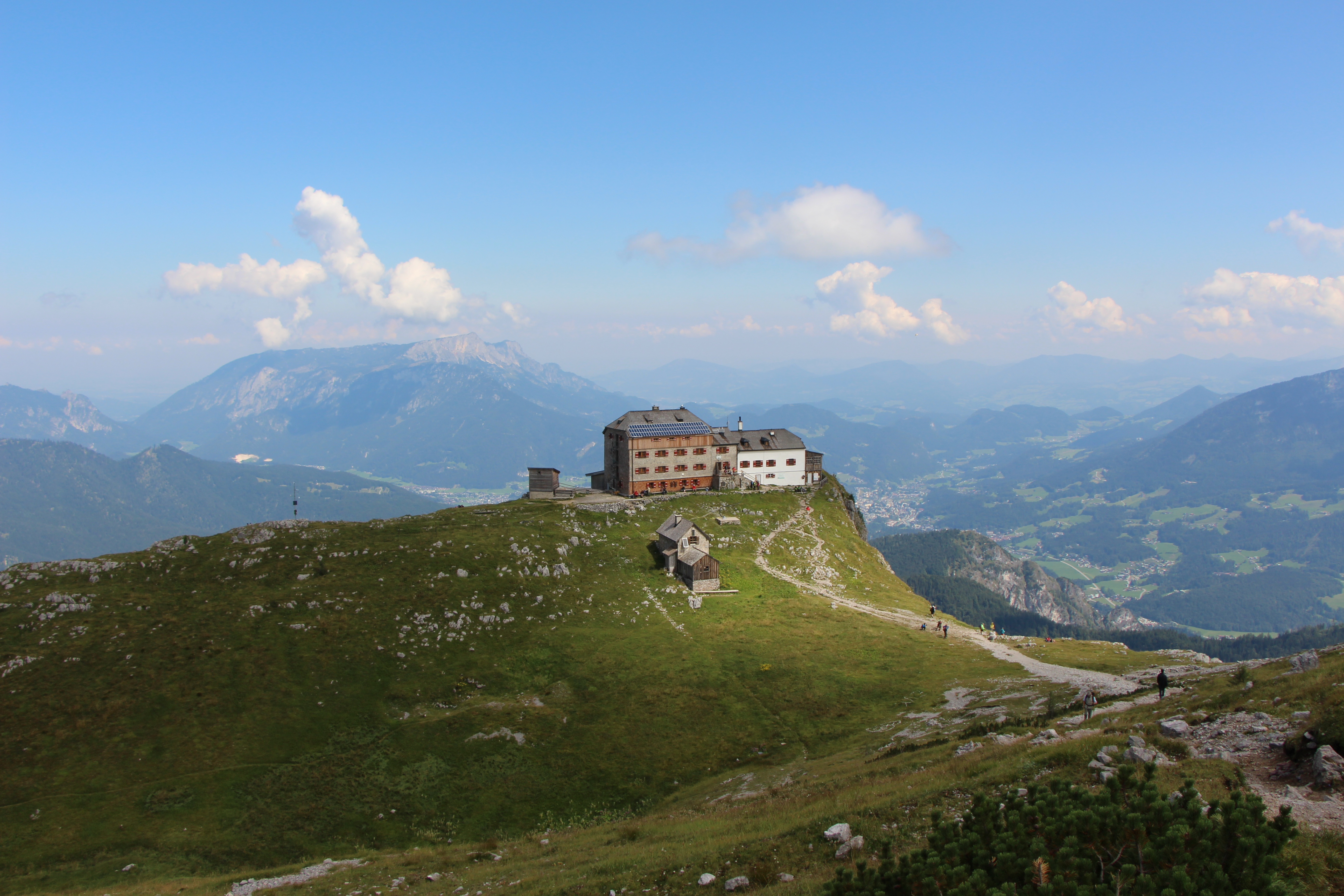
Watzmannhaus

A Mittelspitzét először valószínűleg a szlovén Valentin Stanič mászta meg 1800 augusztusában. Stanič a Hocheck irányából vezető útvonalat választotta. Léteznek viszont olyan források is, melyek szerint már 1799-ben megmászták. A Südspitzét először Peter Carl Thurwieser hódította meg 1832-ben a Schönfelden keresztül. Legtöbbször északról, a Ramsau falu Wimbachbrücke nevű részéről, vagy Hinterschönau-ról, a Watzmannhauson át (1928 m) érik el a csúcsot.

### Átkelés a Watzmann hegygerincen

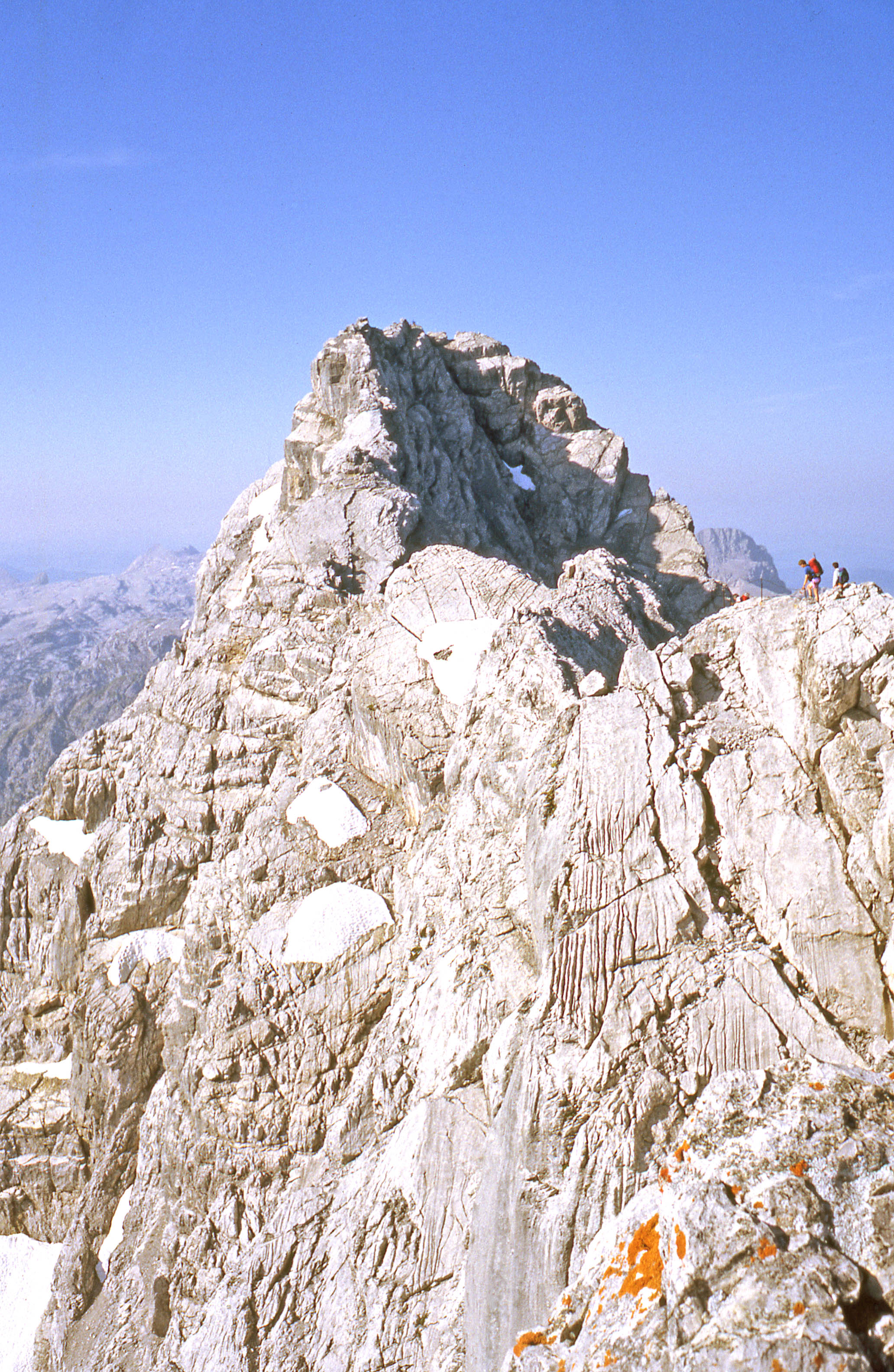
Átkelés a Mittelspitzén

Az átkelés a Watzmann hegygerincen (Watzmannüberschreitung) egy népszerű és élménydús túraútvonal. A főgerinc három csúcsát legtöbbször északról déli irányban járják végig. Általában két szakaszban teszik meg ezt a túrát. Az első napon a Watzmannhausig mennek fel, és másnap kelnek át a hegyen. A Watzmannhausról először a Hocheckre vezet fel az útvonal, onnan át kell menni a hosszú és nyílt gerincen, aminek a legmagasabb emelkedése a Mittelspitze. Ezután következik a Südspitze és a gerinc vége. A leereszkedés egy meredek és kőhullásveszélyes ösvényen vezet, ami különféle alpesi tájakon megy végig. Az omladékos Wimbach völgyén át jut vissza a kiránduló a völgybe. Az éjszakát a Hocheck egy menedékházában is el lehet tölteni.
A három csúcson elsőként a ramsaui hegyi vezető, Johann Grill, akit becézve Kenderbachernek is hívtak, valamint Johann Punz kelt át 1868-ban. A két hegymászó 1852-ben elsőként érte el a Kleiner Watzmann csúcsát is. 1881-ben Grill és Otto Schück mászta meg elsőként a keleti falat is.
A kalandvágyó turista képességeitől és kondíciójától függ, hogy meddig tart az átkelés. Ez az idő általában 12 és 15 óra között van. Élsportolók 5 órán belül is le tudják küzdeni a terepet. Kevésbé gyakorlott túrázóknak 15 óránál is több időt vehet igénybe az átkelés. A túra népszerűsége miatt néha késések is előfordulnak. Egyes napokon több mint 100 hegymászó teszi meg a túrát. A mászókra különböző nehézségi fokú terepek várnak. A Hocheck és Mittelspitze közötti szakasz viszonylag enyhe. Ezután következik egy szakasz, amin az UIAA-skála szerinti II. fokú részeket kell legyűrni. Rossz idő esetén az átkelés még nehezebb, mert a sziklákat a sok hegymászó simára csiszolta, így eső vagy hó, esetleg ködpára esetén még csúszósabb a talaj. A legveszélyesebb részeken drótköteles biztosítást helyeztek el, itt a túra útvonala részben olyan, mint egy Via Ferrata.

### A Watzmann keleti fala

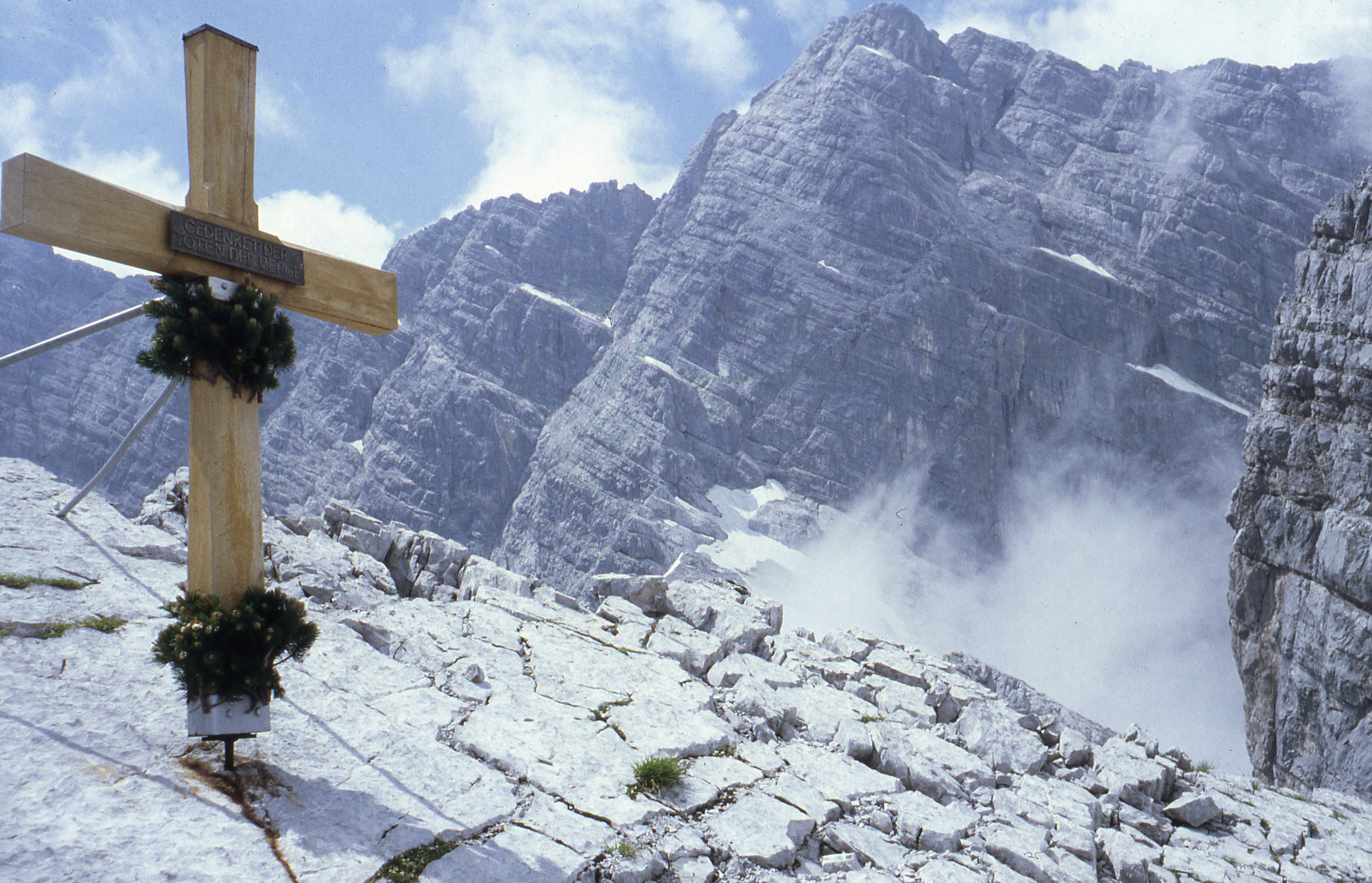
A Watzmann keleti fala a 3. „gyerektől“ nézve

#### A Keleti-Alpok legmagasabb fala
A Südspitze meredek keleti fala (Bartholomäwand) az Alpok egyik leghíresebb és legismertebb sziklafala. Azonban sokáig vitatott volt, hogy a Keleti Alpok legmagasabb fala-e. Az 1800  m magas meredély felülmúlja a Keleti-Alpok minden más falának a magasságát:
- A Triglav (2864 m) északi fala kb. 1500 m
- A Birnhorn (2634 m) déli fala kb. 1400–1500 m
- A Hochstadel (2680 m) északi fala kb. 1300–1400 m

Ennél magasabbra csak sokkal kevésbé meredek hegyoldal emelkedik, mint például a Wiesbachhorn 2400  m magas keleti szárnya.

#### Útvonalak
A berchtesgadeni úton kívül más útvonalak is vezetnek a Südspitze felé. Néhány példa:
- Kederbacherweg: ezt az útvonalat Johann Grill beceneve után nevezték el, aki elsőként mászta meg a falat. (Az ő csoportja azonban a Mittelspitzére mászott fel, nem a Südspitzére.)
- Salzburger Weg (Salzburgi út)
- Münchner Weg (Müncheni út)
- Frankfurter Weg (Frankfurti út)
- Polenweg (Lengyelek útja)
- Franz-Rasp-Gedächtnisweg (Franz-Rasp-emlékút)

Az erősen strukturált és nem nagyon meredek falon gyakran lehet változtatni az útvonalat. A felső részen, 2380 m magasan (a „Massiger Pfeiler“ nevű szikla alatt) a „Biwakschachtel“ nevű hegyvidéki pihenő/alvóhely található, ami főleg hirtelen időváltozás esetén fontos menedék.

#### Nehézségek és veszélyek
Az első átkelés óta 99 ember vesztette életét a hegyen. Ez több halálos áldozatot jelent, mint az Eiger keleti falán, bár hegymászó is több próbálkozik megmászni a Watzmann meredélyét. A magasabb baleseti arány azzal magyarázható, hogy sok embernek nincs meg a szükséges felkészültsége. A fal az Alpok egyik legmagasabb fala, bár technikailag nem túl nehéz. A legegyszerűbb útvonalat, melyet Josef Aschauer 1947-ben véletlenül tett meg, berchtesgadeni útnak (Berchtesgadener Weg) nevezik. Ezen „csak“ az UIAA-skála III. fokú nehézségével kell megbirkózni, ami egy mintegy 100 méteres szakaszon át tart. Azoknak a sportmászóknak, akik ennél magasabb nehézségi fokú hegyeket is meg tudnak mászni, szintén fontos figyelembe venniük, hogy olyan nehézségekre kell számítani, amelyre kisebb falakon és mászóparkokban alig készíthetnek fel. Sokszor alábecsülik a szükséges fizikai és mentális kondíciót és azt is, hogy nehéz a tájékozódás. Nincs lehetőség idejében felismerni a nyugatról közeledő viharfrontokat. A fal középétől a visszafordulás ugyanolyan nehéz, mint tovább mászni a csúcsra. A kederbachi és a salzburgi úton bizonyos körülmények között szinte lehetetlen visszafordulni. Ehhez még hozzájárul, hogy folyton fennáll a kőhullás veszélye, főleg szép hétvégéken, amikor sok, kötéllel összekötött hegymászó a berchtesgadeni úton túrázik. Télen és tavasszal, amikor a sziklákat hó fedi, lavinaveszély van. Ilyenkor csak a területet jól ismerő profi hegymászók mászhatnak a falra vagy kelhetnek át a gerincen. Különösen a hóolvadás idején, májusban és júniusban történik a legtöbb halálos áldozatot követelő baleset, mert több tonna hó hirtelen válhat le a szikláról. Csak amikor a téli hótömegek június végére vagy július elejére kiolvadtak és lecsúsztak, kezdik el a berchtesgadeni hegyi vezetők a rendszeres túravezetést a falon.

#### Különleges teljesítmények
A legkülönlegesebb teljesítményt a Watzmannon Hermann Buhl egyedül hajtotta végre. Az 1953. február 28-áról március 1-re virradó éjszakán mászta meg a behavazott salzburgi utat kb. kilenc óra alatt. Utána még átkelt az egész gerincen, és felmászott a Hocheckre. Buhlnak ez volt a felkészülése a Nanga Parbat-expedíciójára. Ugyanebben az évben elsőként mászta meg a nyolcezer méteres hegyet.
A keleti falon legtöbbször Heinz Zembsch hegyi vezető mászott fel. 2008 októberéig 366-szor mászott fel a falon. Előtte sok éven át Franz Rasp volt a keleti fal „házmestere”. Ő több utat elsőként tett meg egyedül. 1988. január 1-jén Rasp más hegymászókkal együtt lezuhant és meghalt a fal 295. megmászása közben.
1988 őszén Albert Hirschbichler Sankt Bartholomätól mindössze 2 óra 10 perc alatt mászta meg a keleti falat, és jutott fel a Südspitzére.

### A nyugati szárnya
A Watzmann nyugati fala a Wimbach-völgytől mérve 1700 m magas. A ramsaui dolomit és dachsteini mészkő közötti határvonal kb. 2000 m magasan található. A felső részen hasonlít a keleti falhoz, csak kevésbé meredek. Az alsó részen két hatalmas árokrendszer húzódik az oldalán keresztül. A töredezett talajon sok havasi törpefenyő fordul elő. Az útvonalak a nyugati szárnyon fárasztóak, a tájékozódás különösen nehéz. 1900 körül ez a fal még népszerűbb volt, és sokszor mászták meg különböző útvonalakon. Itt is voltak halálos áldozatok. Ma már csak ritkán másszák meg, és főként csak leereszkedés közben.

### Hegymászás a Watzmannon
A Watzmann leghíresebb mászóútvonalai a keleti falon találhatók. Ezen kívül még sok egyéb, magas és igényes hegymászási lehetőség van. A legtöbb a Kleiner Watzmann majdnem függőleges, nyugati falán van. A több tucat útvonal között a legnehezebbek VII. fokúak, mint például az úgynevezett Sakrische Eck. Több útvonal főleg a Watzmannkinder hatalmas déli lejtőin, valamint a Hocheck és Mittelspitze keleti falain található. Említésre méltó a Wiederroute a Mittelspitze keleti falán, ami mászástechnikailag könnyű és a tájat tekintve óriási élmény. A Watzmann többi falán is vezetnek útvonalak, de ezek nem érhetők el gyorsan, emiatt a hegymászókat nem érdekli annyira. Ilyen például a Hachelkopf Franz Rasp által megmászott északi fala.

## További csúcsok

### Kleiner Watzmann (Watzmannfrau)

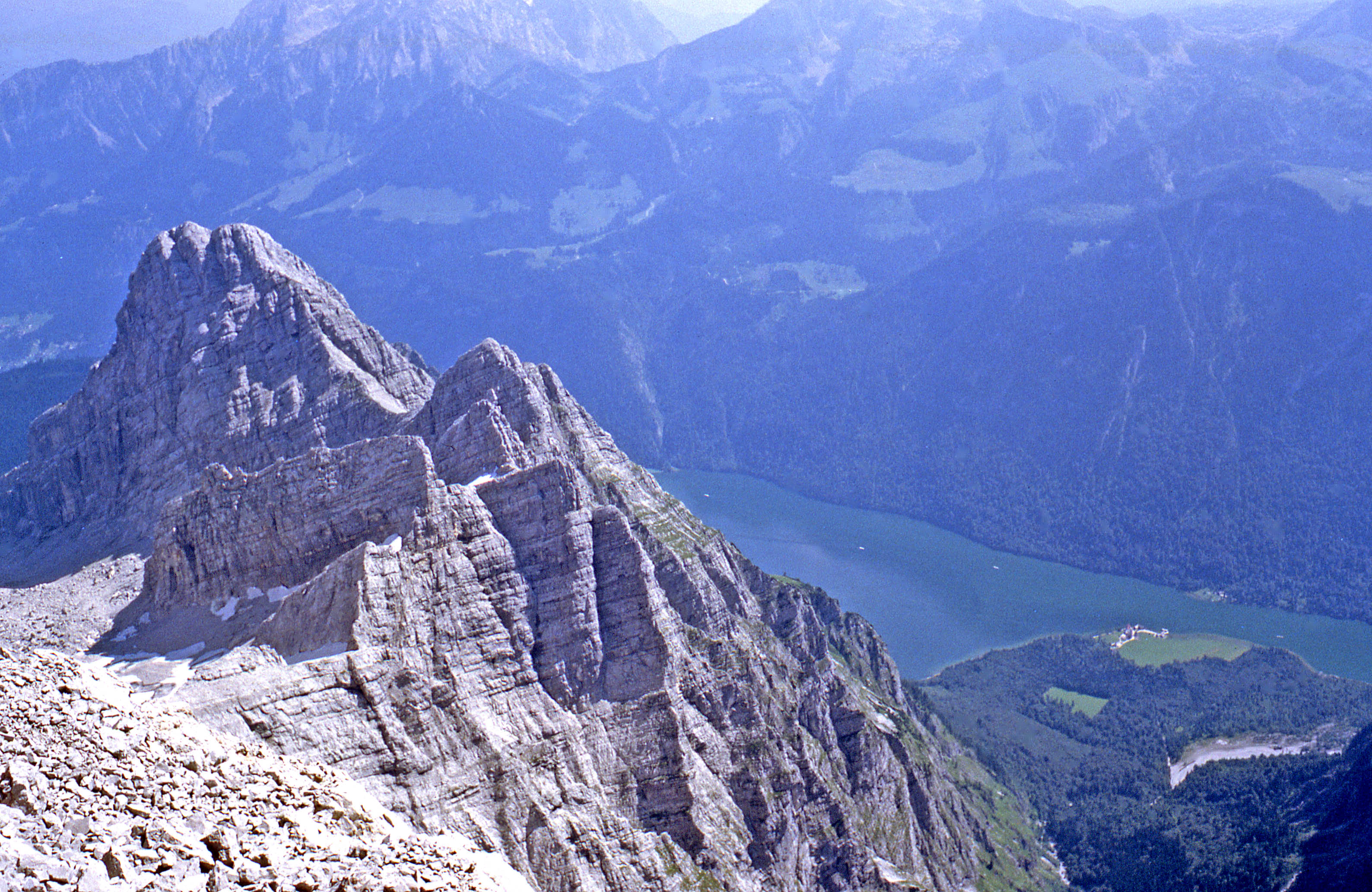
A Watzmann „asszonya“ és „gyerekei“

A 2307 méter magas „Watzmann asszonya” a főcsúcsok után a legjelentősebb csúcs. A szokásos útvonal északról, a Kührointalm legelőről vezet a Kederbichel nevű jégkori morénán át fel a gerincre. Az út itt leszűkül és egy mászószakasszá válik, amit a köznyelv Gendarmnak (csendőrnek) nevez. A legnehezebb nehézségi szint az UIAA-skála szerint II. fokú. A felmenet nem nagyon nehéz, azonban nincsenek drótbiztosítások, mint a Mittelspitzére vezető úton, könnyen észrevehető jelek sincsenek. A csúcs alatt van egy kis barlang, amiben hegymászók meghúzódhatnak éjszakára.
A túrát jól össze lehet kötni a keleti gerincen átvezető leereszkedéssel a Mooslahnerkopfhoz. Ez az átkelés technikailag könnyű és nagyon látványos, de nehéz megtalálni az utat. Csak néha-néha vannak Steinmandlok, amik mutatják az utat. Ez az útvonal könnyebb a normál útvonalnál, de hosszabb.
Tapasztalt és a helyet jól ismerő hegymászók keleti irányban is leereszkedhetnek, a csorbán át az első Watzmann „gyerekéhez“ és aztán le a Königssee-hez. Útközben fekszik a Watzmannlabl rét, amit a helyi lakók tájékszernek tekintenek. A sokat látogatott Großer Watzmannal ellentétben ez a rész inkább magányos hangulatú. Egy markáns pont a Kleiner Watzmann nyugati fala. Ez a szinte függőleges meredély, a Südspitze keleti fala mellett, a legjelentősebb mászófal a Watzmannon.

### Watzmannkinder
A legenda szerint hét „gyerek“ (Kinder) volt, viszont csak öt különálló csúcs létezik:
1. Kind 2247 m
2. Kind 2232 m
3. Kind 2165 m
4. Kind: Watzmann-Jungfrau („Watzmann-szűz“) 2270 m
5. Kind 2225 m

A Berchtesgadener Alpen alpin című alpesi kalauz szerint van egy hatodik „gyerek“, ami egy 2225 m-es csúcs. Ez a csúcs a Mittelspitze keleti falából emelkedik ki, ahol a Skischarte („sí-hasadék“) található.
Az egyes „gyerekek” pontos magassága vitatott, mert nincs olyan hivatalos térkép, ami feltüntetné az összes magasságot. A harmadik gyerek sítúrák jelentős célja. Az irodalomban gyakran olvasható, hogy a magassága 2232 m, de ezt valószínűleg összekeverték a második gyerek magasságával.
A Watzmann „gyerekei” észak felől érhetők el legegyszerűbben. Részben ösvényeken és jelöletlen helyeken, de mászni is kell. Télen népszerű síelő hely. A déli falak meredeken törnek le az Eisbach völgyébe. Egy ritkán végrehajtott, de a szakértők körében megbecsült túra az összes Watzmann „gyerek” felkeresése egyetlen túra keretében.

### Grünstein

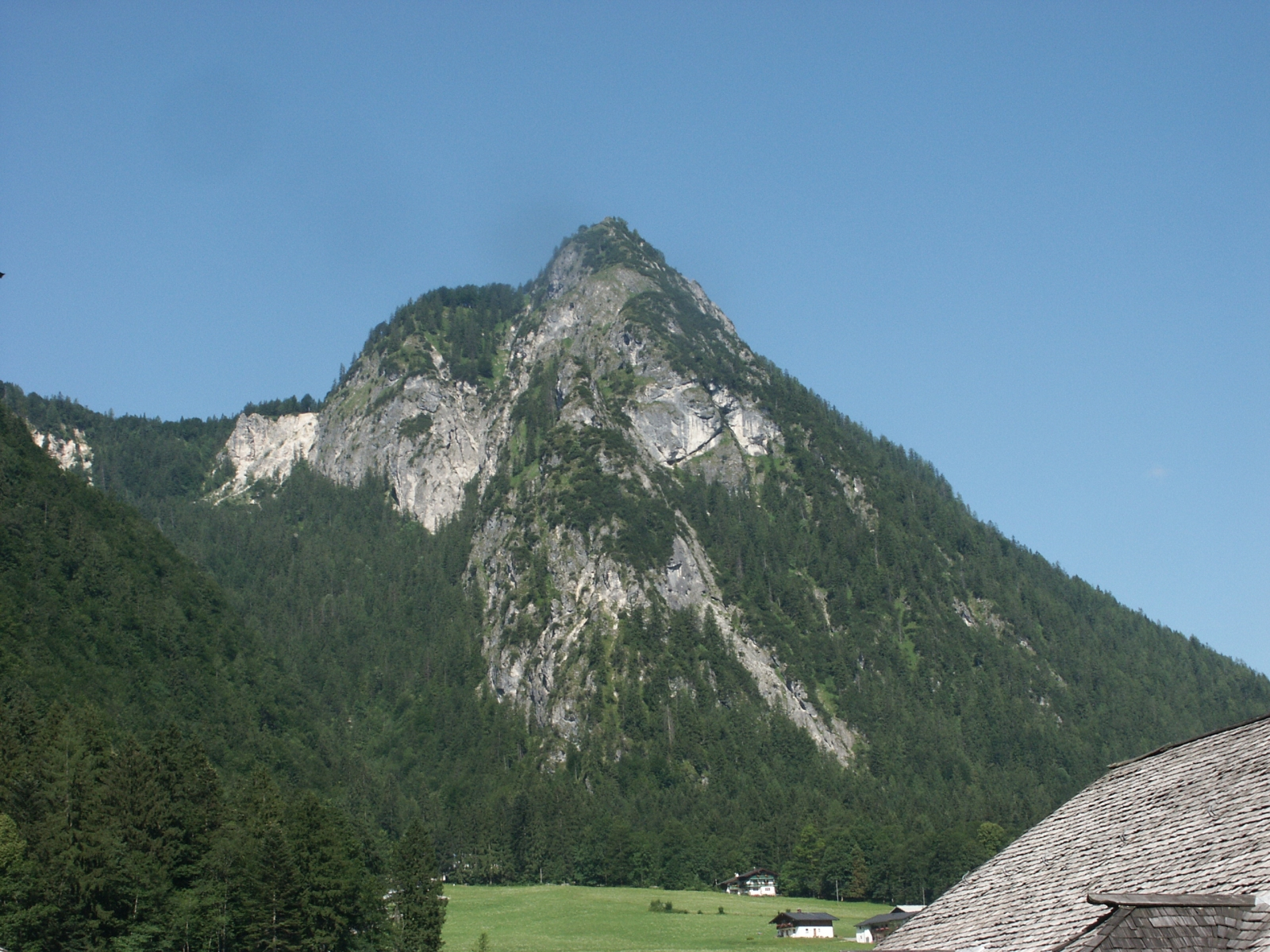
A Grünstein

A Grünstein 1304 m magasságával a Watzmann hegymasszívum legkisebb és legkönnyebben elérhető csúcsa. Közvetlenül Schönau mögött emelkedik. A Hammerstiel parkolótól vagy a Königssee-szánkópályától indulnak turistautak a hegyre. A csúcs alatt a Grünsteinhütte menedék- és vendégház található. Mivel magas szintű hegymászó képzettségre nincs szükség, a Grünstein egy népszerű túracél, amelyről szép panoráma níylik a berchtesgadeni völgykatlanra.

### Hirschwiese
A 2114 m magas Hirschwiese, illetve Hirschwieskopf a Watzmann-masszívum legdélibb csúcsa. A Südspitze után húzódó gerincen található, aminek a legalacsonyabb pontja a Schönfeldscharte. Az 1765 m magas Trischübel-hágótól, ami a Watzmann és a Steinernes Meer között fekszik, meredek füves területen át egy jelzett ösvény vezet a platóhoz, ahol két csúcs van, melyek néhány percnyi gyaloglásra fekszenek egymástól. A távol fekvő táj, annak szépsége, és különösen a Watzmann szokatlan perspektívája miatt néps zearű kirándulók között. Emellett a Hirschwiese a Watzmann-masszívum egyetlen csúcsa, ami több mint kétezer méter magas, és turistautakon elérhető.

### Más csúcsok
Mivel a hegy egy tömböt alkot, csak néhány további csúcsa emelkedik ki rajta:
- Großer Hachelkopf (2065 m) a Hirschwiesétől keleti irányba elágazó gerincen található, ami a Burgstallsteinen Sankt Barholomä felé húzódik. Mivel a Hirschwiesétől nem vezet ösvény, ez az út fárasztó, de hegymászói képesség nem szükséges végigjárásához. A Großer Hachelkopf kevésbé ismert és távolabb esik, emiatt csak ritkán látogatott. Innen azonban páratlan látványt tárul a Watzmann keleti falára.
- A Grießspitze (2257 m) a Südspitze délnyugati gerincének egyetlen markáns kiemelkedése. A déli gerincével együtt körülöleli a Schönfeldet. Kirándulók ritkán jutnak el oda, mert csak jelöletlen ösvényeken és mászással érhető el.
- A Mooslahnerkopf (1815 m) szigorúan véve nem önálló csúcs. A Kleiner Watzmanntól keleti irányban húzódik. A Watzmannfrau lábánál fekszik a Kührointhütte. Innen egy ösvény vezet fel, melyről fenséges látvány tárul a mélyen fekvő Königssee-re. A Mooslahnerkopf a Berchtesgadener Land egyik legszebb kilátóhelyének számít. A gerinc, ami a Mooslahnerkopfról nyugati irányba a Kleiner Watzmannig húzódik, technikailag könnyebb, mint a jelzett útvonal, ami a Kederbichlen át vezet a Watzmannfrau-ra.
- A Falzköpfl (1928 m) sem önálló csúcs, de egy messziről jól látható kiemelkedés a Hocheck széles északi lejtőjén. Főleg azért híres, mert oda építették a Watzmannhaust, a Watzmann legjelentősebb menedékházát.
- A Schapbachriedel (1329 m) egy erdős hegykúp a masszívum északi részén, közvetlenül a Grünstein délnyugati oldalán fekszik. Magassága ellenére, a Schapbachriedel kevésbé ismert, mint a Grünstein, mert erdővel teljesen borított, így nem jó a kilátás a völgybe, továbbá jelzett turistautak sincsenek.

| Német elnevezés       | Névváltozat              | A név magyar jelentése                  | Magasság |
| --------------------- | ------------------------ | --------------------------------------- | -------- |
| Watzmann-Mittelspitze | Großer Watzmann          | Watzmann középső csúcsa / Nagy Watzmann | 2713 m   |
| Watzmann-Südspitze    | Schönfeldspitze (régies) | Watzmann déli csúcsa                    | 2712 m   |
| Hocheck               | -                        | Magas sarok                             | 2651 m   |
| Kleiner Watzmann      | Watzmannfrau / Watzfrau  | Kis Watzmann / Watzmanné / Watzné       | 2307 m   |
| 1. Kind               | -                        | 1. gyerek                               | 2247 m   |
| 2. Kind               | -                        | 2. gyerek                               | 2232 m   |
| 3. Kind               | -                        | 3. gyerek                               | 2165 m   |
| 4. Kind               | Watzmann-Jungfrau        | 4. gyerek / Watzmann-szűz               | 2270 m   |
| 5. Kind               | -                        | 5. gyerek                               | 2225 m   |
| Grünstein             | -                        | Zöldkő                                  | 1304 m   |
| Hirschwiese           | Hirschwieskopf           | Szarvasrét / Szarvasrétfej              | 2114 m   |
| Großer Hachelkopf     | -                        | -                                       | 2065 m   |
| Grießspitze           | -                        | -                                       | 2257 m   |
| Mooslahnerkopf        | -                        | -                                       | 1815 m   |
| Falzköpfl             | -                        | -                                       | 1928 m   |
| Schapbachriedel       | -                        | -                                       | 1329 m   |

## A Watzmann és Németország legmagasabb hegyei
A Watzmannt gyakran Németország második legnagyobb hegyeként tüntetik fel, ez pedig nem helyes, mert a Wetterstein-hegységben a Zugspitzén kívül még több magasabb kiemelkedés van. Az orográfia (hegyrajz) szerint egy olyan képződmény, mely legalább 30 m magasan kiemelkedik környezetéből, csúcsnak számít. Egy hegy (illetve hegymasszívum) kiemelkedésének legalább 100–300 m magasnak kell lennie, hogy hegynek számíthasson. Eszerint az osztályozás szerint a Wetterstein-hegységben hét olyan csúcs van, amely magasabb a Watzmann legmagasabb pontjánál. A Hochwanner a legszigorúbb szokásos kritériumok alkalmazásával is kétségtelenül önálló csúcs. 2744 m magassággal a második legnagyobb csúcs a Zugspitze után. Ebből következik, hogy a Watzmann a harmadik helyen áll. Ha kisebb kiemelkedéseket is beleszámítunk, amik teljesítik a 30 m kritériumot, akkor a Watzmann-Mittelspitze csak Németország nyolcadik legmagasabb csúcsa. Mivel a Zugspitze és a Hochwanner a német-osztrák határon áll, a Watzmann a legmagasabb hegy, amely teljesen német területen fekszik.

## Egyéb
1974-ben keletkezett a „Der Watzmann ruft” c. musical. A szerzők leírják a gonosz hegy állandó hívását, melyet olyan férfiak követnek, akik érvényesülési vágyból akarnak felmászni a hegyre, de az úton közülük gyakran meghalnak.
A „Watzmann-Gams” egy 1971 óta, a Német Alpesi Egylet által évente rendezett verseny síhegymászásból. A versenyzők Kührointtól síléccel mennek fel a hatodik Watzmannkindre, majd utána vissza a kiindulóponthoz.

## Képek

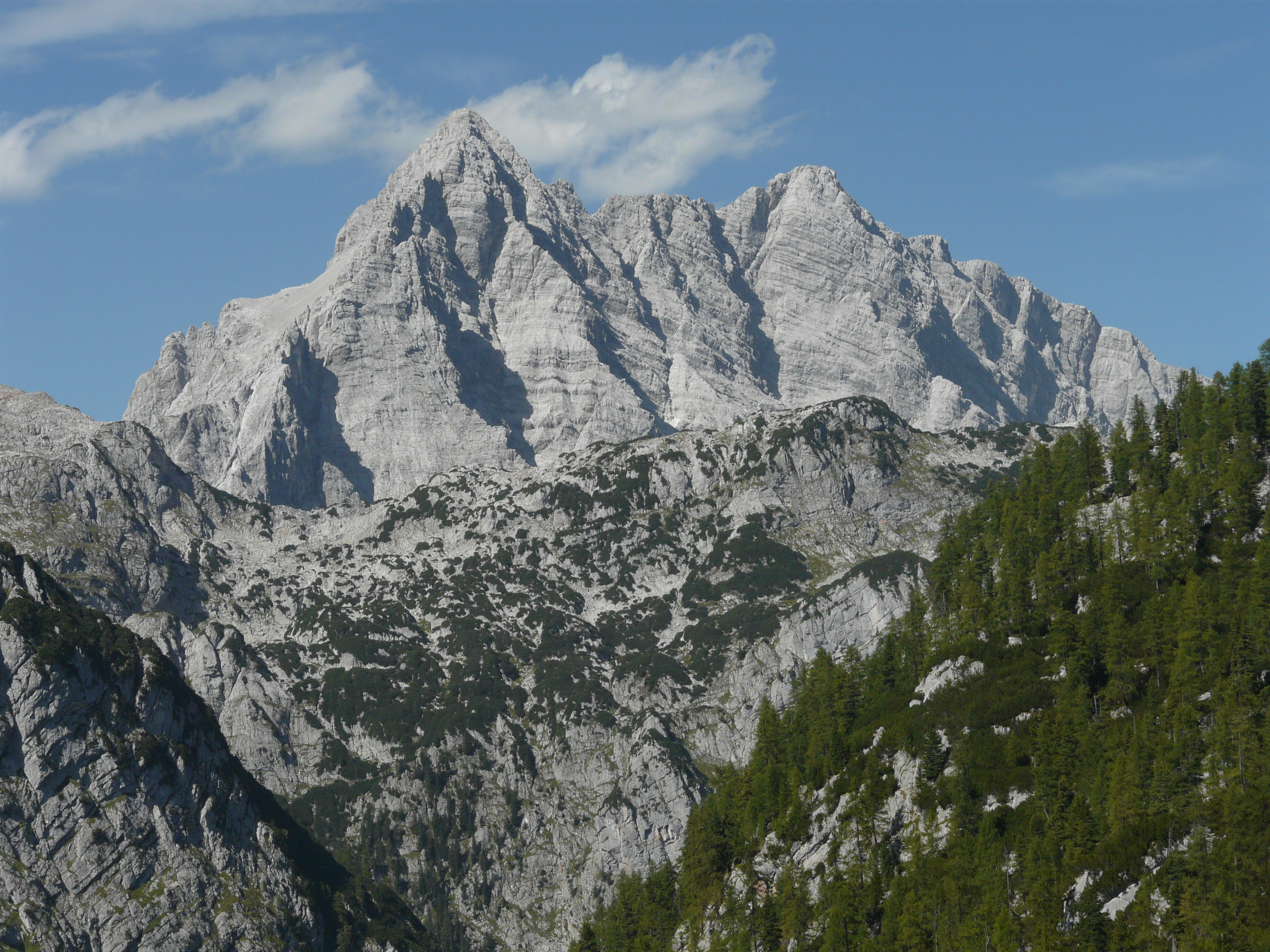
A Watzmann délről (az Ofenlochról) nézve
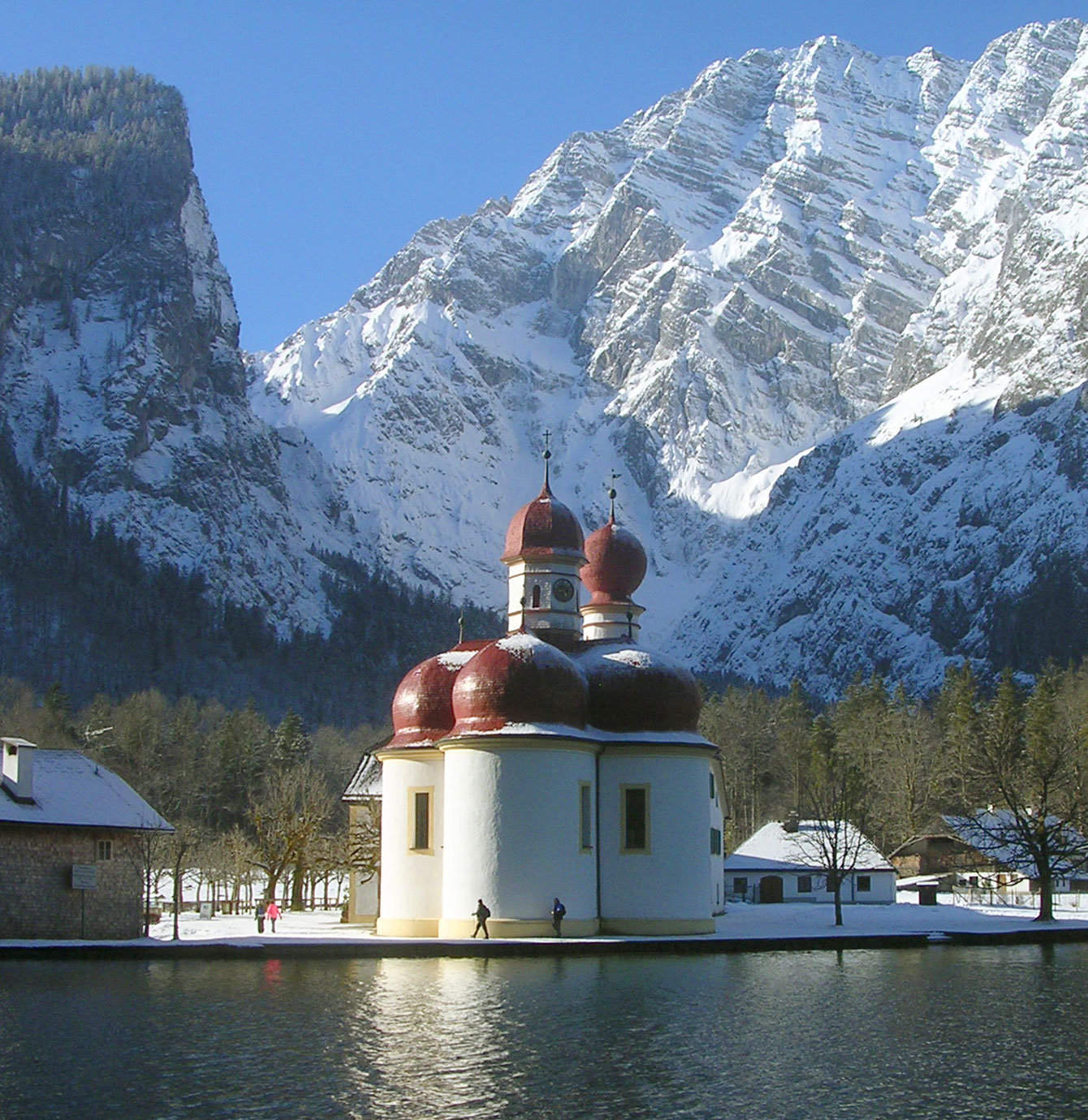
A Szent Bertalan-kápolna és a havas keleti fal a háttérben
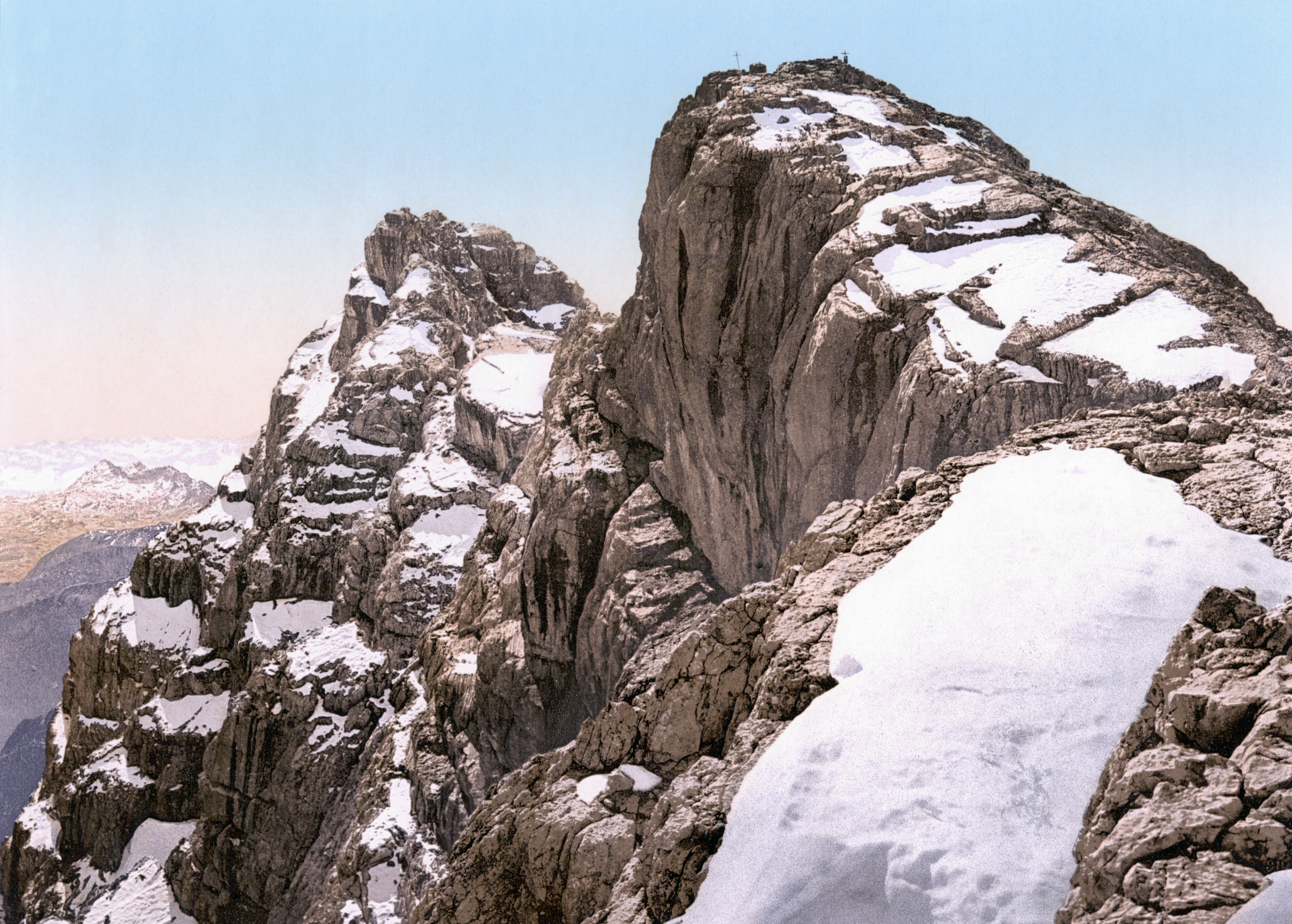
A Hocheck és a Großer Watzmann 1900 körül
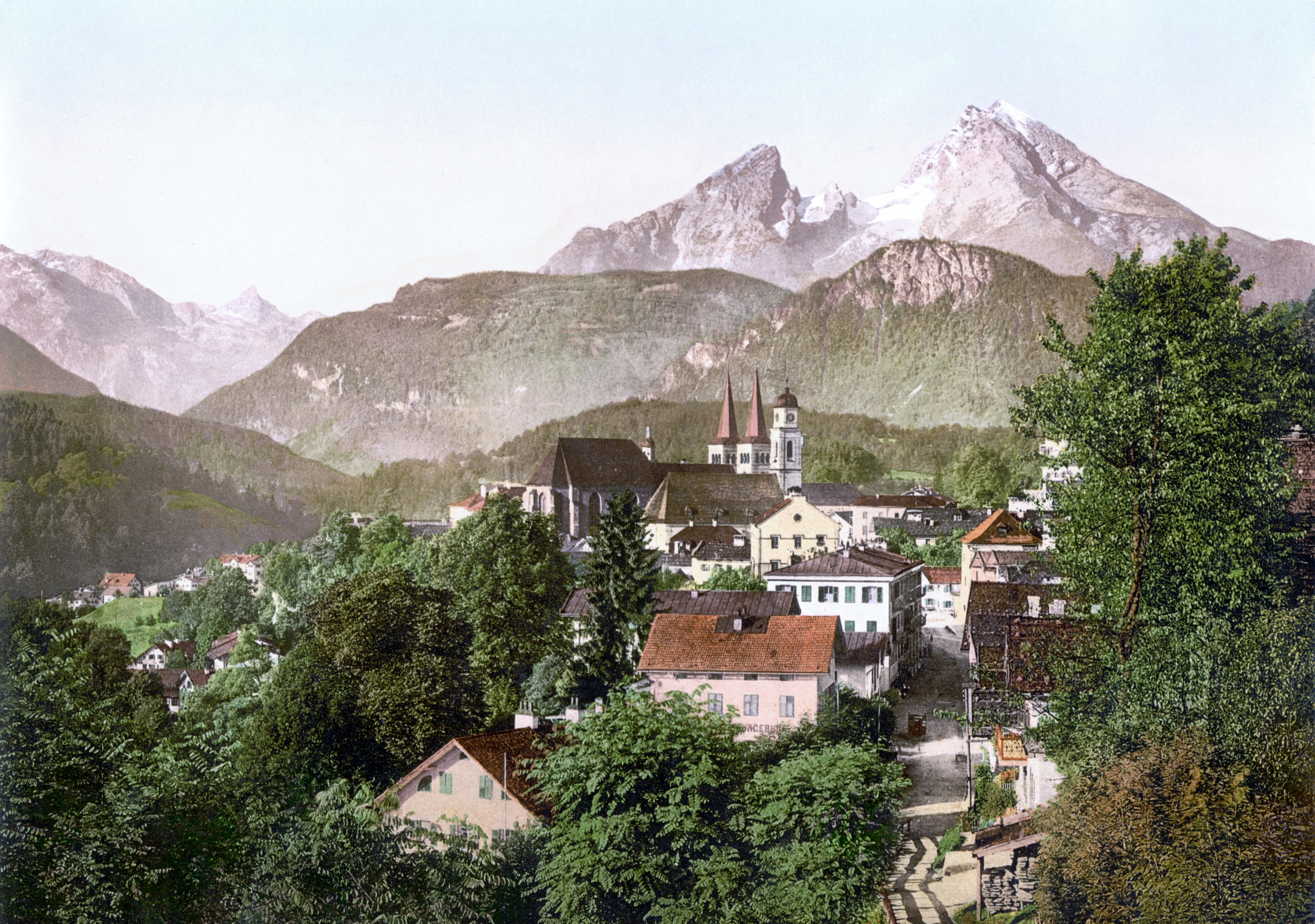
Berchtesgaden 1900 körül
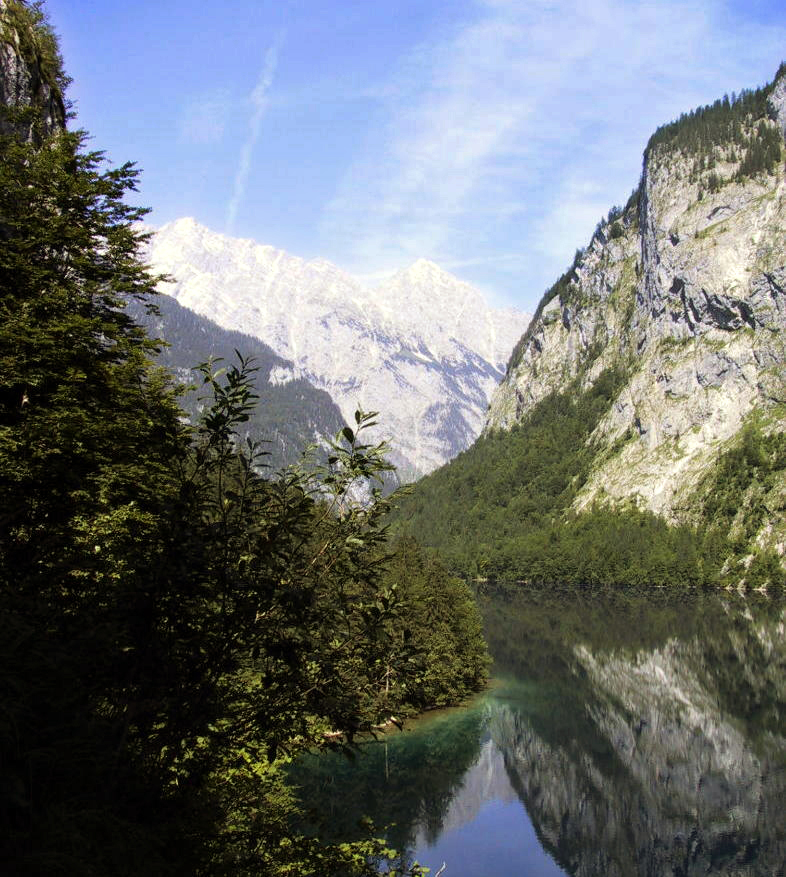
A Watzmann az Obersee-ről nézve
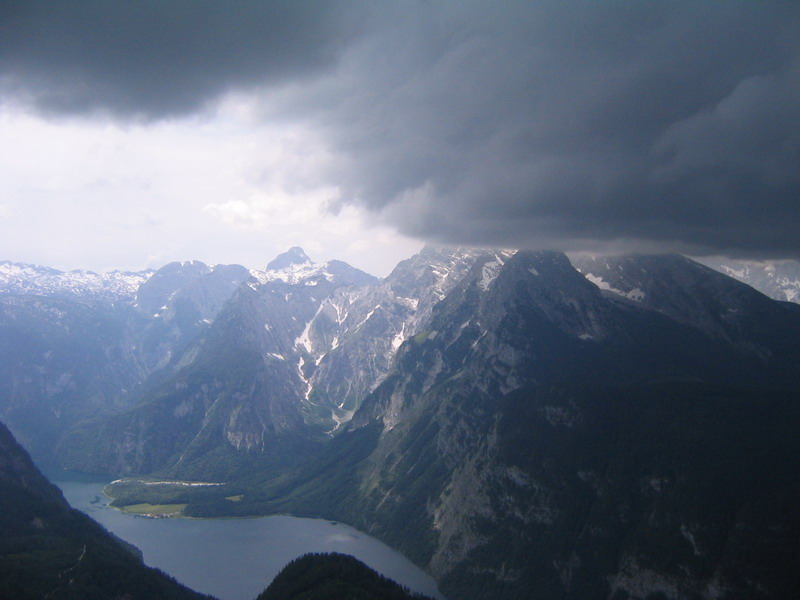
Viharfelhő a Watzmann fölött
„Der Watzmann”. Caspar David Friedrich festménye (1824–1825)
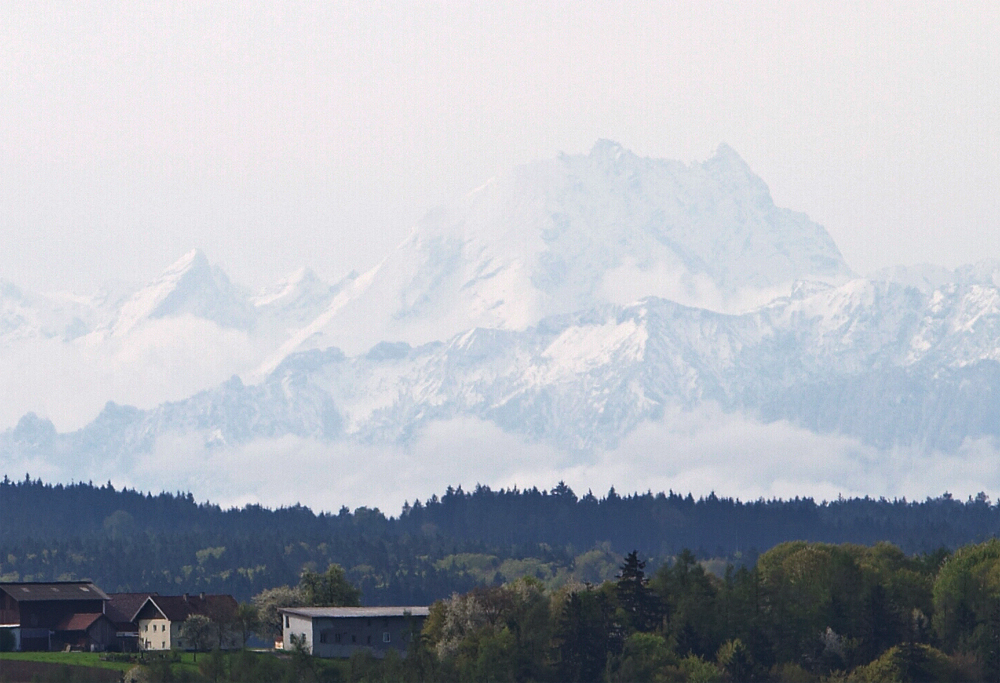
A Watzmann főnben Burghausenból nézve. (A távolság kb. 70 km)

## Fordítás
Ez a szócikk részben vagy egészben  a   Watzmann című német Wikipédia-szócikk fordításán alapul.  Az eredeti cikk szerkesztőit annak laptörténete sorolja fel. Ez a jelzés csupán a megfogalmazás eredetét és a szerzői jogokat jelzi, nem szolgál a cikkben szereplő információk forrásmegjelöléseként.